# Available
Available – drugi singel promocyjny amerykańskiego rapera Flo Ridy z jego drugiego albumu studyjnego zatytułowanego R.O.O.T.S. Został wydany przez wytwórnię Atlantic Records w formacie digital download. Gościnnie w piosence zaśpiewał Akon. Twórcami tekstu piosenki są Flo Rida, Akon, Harold Clayton, Sigidi Abdullah oraz will.i.am który zajął się też produkcją. Singel był notowany po wydaniu albumu Kanadzie przez jeden tydzień na liście Canadian Hot 100. Utwór został zremiksowany przez włoskiego DJ-a Benny'ego Benassiego. Teledysk wyreżyserowany został przez Davida Rousseau.

## Recenzje
Fraser McAlpine, recenzent z portalu BBC Music przyznał piosence trzy gwiazdki na pięć możliwych. Podsumowując napisał, że „jeśli masz złamane serce i zastanawiasz się, czy zostać w domu i mieć żal dla samej siebie zamiast wyjść na miasto, to zagraj tę piosenkę przed podjęciem jakichkolwiek pochopnych decyzji”.

## Lista utworów
- Digital download – Remixes[2]

1. „Available” (Benny Benassi Remix) – 6:02
2. „Available” (Benny Benassi Remix Edit) – 3:35
3. „Available” (Benny Benassi Instrumental Remix) – 6:02

## Pozycje na listach
| Lista (2009)              | Najwyższa pozycja |
| ------------------------- | ----------------- |
| Kanada (Canadian Hot 100) | 89                |